# Моцавинчи (Мачерата)
Моцавинчи (итал. Mozzavinci) насеље је у Италији у округу Мачерата, региону Марке.
Према процени из 2011. у насељу је живело 24 становника. Насеље се налази на надморској висини од 128 м.